# Idiophthalma ecuadorensis
Idiophthalma ecuadorensis är en spindelart som beskrevs av Lucien Berland 1913. Idiophthalma ecuadorensis ingår i släktet Idiophthalma och familjen Barychelidae.
Artens utbredningsområde är Ecuador. Inga underarter finns listade i Catalogue of Life.